# Port Edwards (condado de Wood, Wisconsin)
Port Edwards es un pueblo ubicado en el condado de Wood en el estado estadounidense de Wisconsin. En el Censo de 2010 tenía una población de 1.427 habitantes y una densidad poblacional de 14,03 personas por km².

## Geografía
Port Edwards se encuentra ubicado en las coordenadas 44°17′10″N 89°58′46″O / 44.28611, -89.97944. Según la Oficina del Censo de los Estados Unidos, Port Edwards tiene una superficie total de 101.72 km², de la cual 100.04 km² corresponden a tierra firme y (1.65%) 1.68 km² es agua.

## Demografía
Según el censo de 2010, había 1.427 personas residiendo en Port Edwards. La densidad de población era de 14,03 hab./km². De los 1.427 habitantes, Port Edwards estaba compuesto por el 87.46% blancos, el 0.28% eran afroamericanos, el 8.34% eran amerindios, el 0.77% eran asiáticos, el 0.07% eran isleños del Pacífico, el 2.45% eran de otras razas y el 0.63% pertenecían a dos o más razas. Del total de la población el 6.03% eran hispanos o latinos de cualquier raza.